# MBC 5시 뉴스와 경제 전북권뉴스
《5시 뉴스와 경제 전북권뉴스》는 전주MBC TV에서 매주 평일 오후 5시에 방송 중인 전북 지역 저녁 경제 종합 뉴스 프로그램이다.

## 개요
5시 전주 뉴스와 경제로 읽는다.

## 앵커
| 대수 | 진행자          | 진행 기간                         | 비고              |
| ---- | --------------- | --------------------------------- | ----------------- |
| 1대  | 모지안 아나운서 | 일자 미상 ~ 2022년 6월 20일       | [ 1 ]             |
| 임시 | 이충훈 아나운서 | 2022년 6월 22일 ~ 2022년 6월 24일 |                   |
| 2대  | 정다윤 아나운서 | 2022년 6월 27일 ~ 2022년 8월 11일 |                   |
| 3대  | 황인찬 아나운서 | 2022년 8월 12일 ~ 2023년 2월 10일 | [ 2 ]             |
| 4대  | 이영래 아나운서 | 2023년 2월 13일 ~ 2024년 4월 12일 | [ 3 ]             |
| 5대  | 목서윤 아나운서 | 2024년 4월 15일 ~ 2024년 5월 10일 | [ 4 ] [ 5 ]       |
| 6대  | 정다윤 아나운서 | 2024년 5월 13일 ~ 2024년 6월 6일  | [ 6 ]             |
| 7대  | 목서윤 아나운서 | 2024년 6월 7일 ~ 현재             | [ 7 ] [ 8 ] [ 9 ] |

## 경쟁 프로그램
- KBS 뉴스 7 전북 (KBS 전주 1TV)
- JTV 저녁뉴스 (JTV TV)